# St. Johannis (Vlotho)

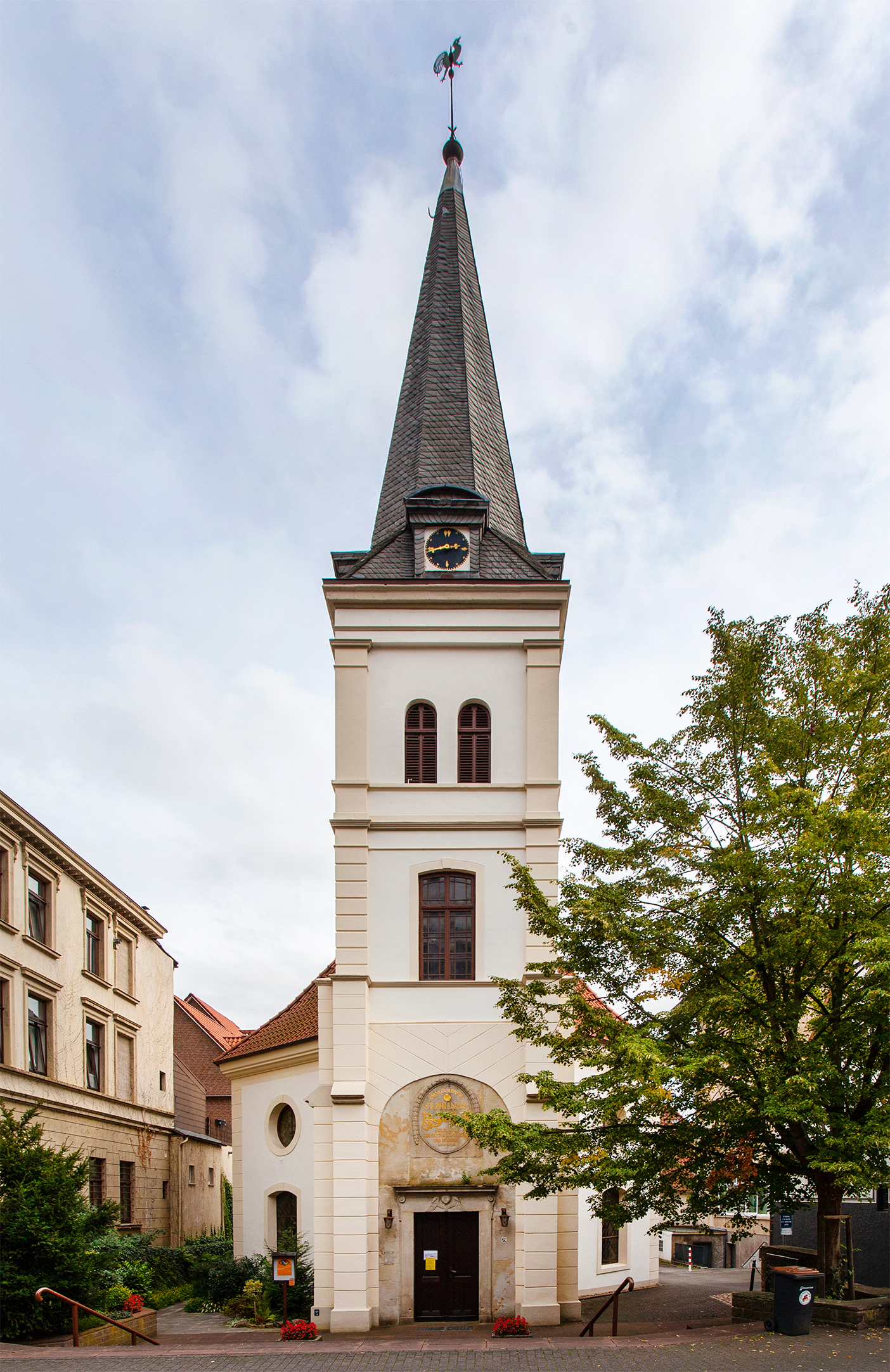
Ansicht von Westen

St. Johannis in Vlotho ist die Pfarrkirche der Evangelisch-Reformierten Kirchengemeinde St. Johannis, die dem Kirchenkreis Vlotho der Evangelischen Kirche von Westfalen angehört.

## Baugeschichte und Architektur

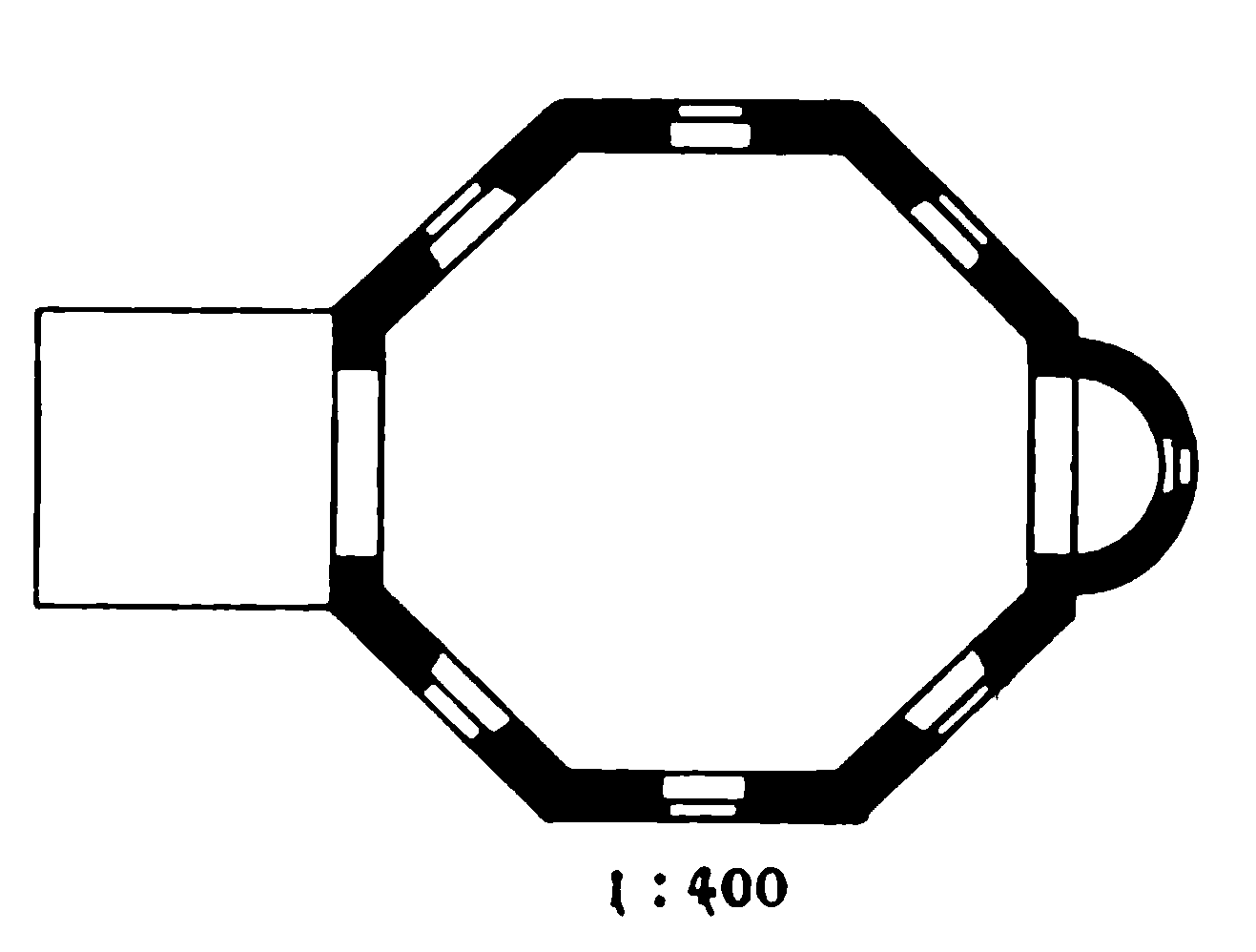
Grundriss

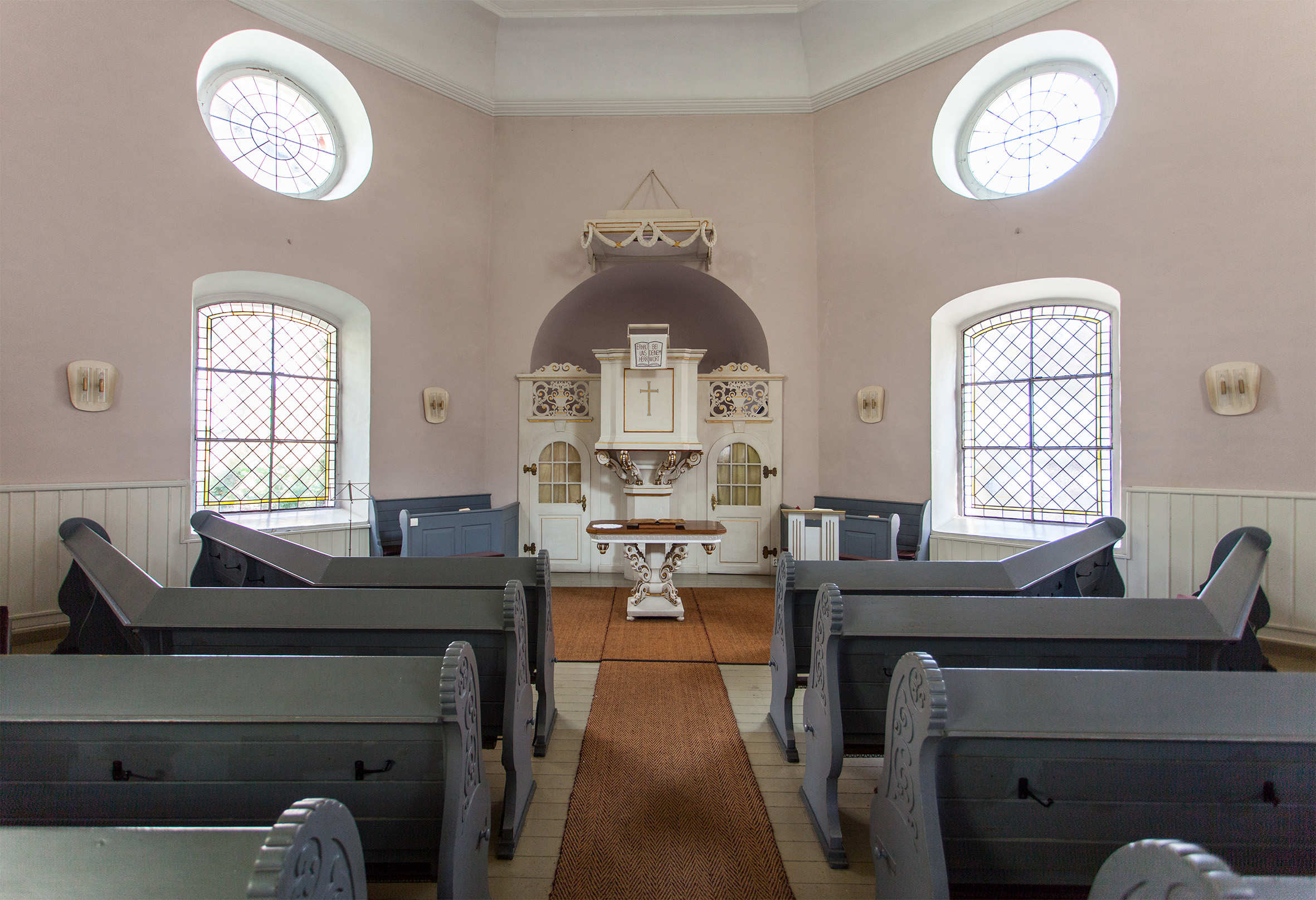
Altarraum

1732 gründeten aus dem benachbarten Lippe zugewanderte Reformierte in Vlotho eine Gemeinde. Mit Unterstützung des preußischen Königs Friedrich II. ließen sie 1783 die Kirche erbauen. Es handelt sich um einen barocken Zentralbau mit achteckigem Grundriss (Oktogon) und einer halbrunden Apsis an der Ostseite. Im Inneren befindet sich eine Holzdecke, Fenster und Eingänge wurden erneuert.
1884 wurde im Westen der Turm angebaut.

## Ausstattung
Aus der Zeit der Erbauung stammen die Kanzel und der Abendmahlstisch.